# Georges Louis Humbert
Pour les articles homonymes, voir Humbert.
Georges Louis Humbert, né le 8 avril 1862 à Gazeran et mort le 9 novembre 1921 à Strasbourg des suites d'une maladie, est un général français de la Première Guerre mondiale, grand officier de la Légion d'honneur.
Saint-Cyrien, il se distingue dans les conquêtes coloniales et au cours de la Première Guerre mondiale, au commandement de la Division marocaine lors de la bataille de la Marne en 1914 puis à la tête de la 3e armée en Picardie. Il est gouverneur militaire de Strasbourg en 1919 et membre du Conseil supérieur de la guerre en 1920.

## Biographie

### Famille et formation
Il est le fils d'Émile Siméon Humbert, gendarme, et de Nathalie Augustine Eulalie Breton.
Il est élève de Saint-Cyr entre octobre 1881 et octobre 1883 puis de l’École supérieure de guerre entre novembre 1889 et novembre 1891.

### Expédition du Tonkin et de Madagascar
Il participe à l'expédition du Tonkin entre 1885 et 1887 au 1er régiment de tirailleurs tonkinois.
De retour en France, il sert au 4e régiment d'infanterie de marine à Toulon.
De 1895 à 1896, il participe à l'expédition de Madagascar, à l'état-major du corps expéditionnaire puis en 1896, il devient l'officier d'ordonnance du président de la République.
Il est ensuite sur l’Adour (1901), le Formidable (1901) et sur le Loiret (1901) puis part en mission en Tunisie en 1906.
En 1906, il participe à la conférence télégraphique de Berlin pour l'armée française.

### Premiers commandements
Le 23 juin 1907, il est colonel du 96e régiment d'infanterie de ligne pour passer chef d'état-major du 3e Corps d'armée le 25 septembre 1909 puis commande la 56e brigade d'infanterie en 1911 et est promu général de brigade le 23 mars 1912.
Il est envoyé au Maroc en novembre 1913.

### Première Guerre mondiale
Lorsque la Première Guerre mondiale éclate, il rejoint la France avec la Division marocaine dont il a reçu le commandement. En septembre 1914, il combat  dans le marais de Saint-Gond. Puis, du 21 septembre 1914 au 9 mars 1915, il commande le Groupement Humbert et le Corps combiné Humbert qui devient le 32e corps d'armée. Du 9 mars 1915 au 24 juillet de la même année, il commande la 7e armée. Puis, il prend  le commandement de la 3e Armée et le conserve jusqu'à l'Armistice. Il est brièvement à la tête de la 7e armée, du 15 au 23 octobre 1918.
Il est élevé à la dignité de grand officier de la Légion d'honneur le 10 juillet 1918 par le président Raymond Poincaré et cité en ces termes : « Chef d'armée énergique. Chargé de couvrir les routes de Paris lors de l'offensive allemande de mars 1918 contre le front anglais, a réussi à contenir les efforts de l'ennemi sans se laisser couper des armées françaises et a soutenu les plus durs combats, du 22 mars au 2 avril ».

### Après-guerre
Il est gouverneur militaire de Strasbourg en 1919 et membre du Conseil supérieur de la guerre en 1920.
À sa mort, le général Humbert est inhumé aux Invalides (tombeau des gouverneurs aux côtés des maréchaux).
Son fils Jacques Humbert est également général durant la guerre 39-45.

## Grades
- Sous-lieutenant le 1er octobre 1883
- Lieutenant le 5 octobre 1885
- Capitaine le 25 juin 1889
- Chef de bataillon le 28 octobre 1895
- Lieutenant-colonel le 30 décembre 1902
- Colonel le 23 juin 1907
- Général de brigade le 23 mars 1912
- Général de division le 27 octobre 1914

## Distinctions et honneurs

### Décorations

#### Décorations françaises
- Grand officier de la Légion d'honneur (10 juillet 1918)
  -  Commandeur de la Légion d'honneur (10 avril 1915)
  -  Officier de la Légion d'honneur (10 juillet 1913)
  -  Chevalier de la Légion d'honneur (10 juillet 1897)
- Croix de guerre 1914–1918 (3 citations)
- Chevalier de l'ordre des Palmes académiques
- Médaille commémorative de l'expédition du Tonkin
- Médaille commémorative de Madagascar

#### Décorations étrangères
- Army Distinguished Service Medal ( États-Unis)[3]